# Лорънс (окръг, Пенсилвания)
Вижте пояснителната страница за други значения на Лорънс.
Окръг Лорънс (на английски: Lawrence County) е окръг в щата Пенсилвания, Съединени американски щати. Площта му е 940 km², а населението - 87 069 души (2017). Административен център е град Ню Касъл.